# René Monnier (homme politique)
Pour les articles homonymes, voir Monnier.
Ne doit pas être confondu avec le général homonyme.
René Monnier, né le 2 septembre 1910 à Château-Gontier (Mayenne) et mort le 25 septembre 1970 à Château-Gontier (Mayenne), est un homme politique français.

## Biographie
Fils d'un clerc d'avoué, tué au combat pendant la Première Guerre mondiale, René Monnier perd aussi sa mère à l'âge de douze ans, et se retrouve placé dans un orphelinat près de Langonnet. Diplômé en typographie, il travaille dans une imprimerie de Château-Gontier.
Mobilisé comme marin au début de la Seconde Guerre mondiale, il participe à la campagne de Norvège, ce qui lui vaut la croix de guerre et la Croix de Norvège.
Rendu à la vie civile à la fin de l'été 1940, il s'installe à Toulon, avant de revenir en Mayenne, où il crée une imprimerie-librairie.
Sans engagement politique jusque-là, il s'enthousiasme pour les positions de Pierre Poujade, et rejoint l'Union de défense des commerçants et artisans, dont il mène la liste aux élections législatives de 1956.
Il obtient un excellent résultat : avec 20 % des voix, il est élu député. A l'assemblée, il ne se démarque jamais des positions de son groupe politique, Union et fraternité française. En 1958, il soutient le retour de Charles de Gaulle au pouvoir, puis abandonne la vie politique.

## Détail des fonctions et des mandats
Mandat parlementaire
- 2 janvier 1956 - 8 décembre 1958 : Député de la Mayenne